# Neder-Unnsjön
Neder-Unnsjön är en sjö i Härjedalens kommun i Härjedalen och ingår i Ljusnans huvudavrinningsområde. Sjön har en area på 0,314 kvadratkilometer och ligger 646 meter över havet. Sjön avvattnas av vattendraget Unnsån.

## Delavrinningsområde
Neder-Unnsjön ingår i det delavrinningsområde (693984-136224) som SMHI kallar för Utloppet av Neder-Unnsjön. Medelhöjden är 665 meter över havet och ytan är 2,46 kvadratkilometer. Räknas de 3 avrinningsområdena uppströms in blir den ackumulerade arean 32,85 kvadratkilometer. Unnsån som avvattnar avrinningsområdet har biflödesordning 3, vilket innebär att vattnet flödar genom totalt 3 vattendrag innan det når havet efter 354 kilometer. Avrinningsområdet består mestadels av skog (83 procent). Avrinningsområdet har 0,32 kvadratkilometer vattenytor vilket ger det en sjöprocent på 12,8 procent.